# Anarkism
Anarkism, vanligen av grekiskans ἀν (utan) + ἄρχειν (att styra) + ισμός (från stammen -ιζειν), "an archos", "utan härskare/herrar"), är en idéströmning med syfte att skapa ett samhälle fritt från stat, kapitalism och alla andra hierarkiska system och auktoritära strukturer. Det finns många olika varianter av anarkism – bl.a. med utgångspunkt i vad som ses som huvudfienden: Staten, även eventuellt staten som kapital och kapitalismen eller båda.
Förenklat kan man säga att anarkisterna vill att samhället organiseras horisontellt, inte vertikalt, med allas jämlika medverkan i ett samhälle som styrs genom direkt demokrati och där upprätthållandet av samhället sköts på lokal nivå, snarare än genom privategendom eller ett kapitalsamhälle med en byråkratisk modell av realsocialistiskt snitt.
Det finns många olika teorier för hur denna övergång skulle ske. Vissa förespråkar en mer eller mindre omedelbar förändring genom en social revolution, andra tror att "smarta lösningar" som alternativa valutasystem, kooperativt och idealistisk verksamhet, och spridande av kunskap och medel vilka ska underminera och helt enkelt bygga bort staten, kapitalet och ibland även politiken. Det som är gemensamt för all anarkism är att förändringen ska komma nerifrån och inte är något som kan växa fram genom gradvisa reformer (reformsocialism) eller genom att ett parti tar monopol på statsmakten och därmed våldet, för att under en längre övergångsperiod tvinga fram förändrade (politiska) förhållanden, attityder och dygder (proletariatets diktatur, förespråkas inom Marxism–leninism). På fackföreningssidan har anarkismen en nära släkting i syndikalismen.
Kortfattat brukar anarkismen delas i social anarkism, som står den ursprungliga utopiska socialismen nära och söker en icke-auktoritär övergång till ett statslöst och klasslöst samhälle, och individualanarkism, som betonar individens egenvärde och okränkbarhet och delar många filosofiska punkter med klassisk liberalism. Inom den senare tankeskolan är Max Stirner en central figur. Båda formerna märker emellertid ut sig från de gängse politiska teorierna socialism och liberalism genom att förespråka statens ovillkorliga och fullständiga avskaffande. Se även anarkokommunism eller frihetlig socialism.

## Översikt
I regel vill anarkister avskaffa all myndighet och ge människan fullständig frihet över sina handlingar.  Den grekiske filosofen Zenon (333–264 f.Kr.) anses ha varit den förste som systematiserade den anarkistiska teorin. Det gjorde han i opposition till Platons bok Staten med kraft hävdade den fria kommunen utan privategendom, regering, pengar, tempel, lagar och poliser i sitt arbete Πολιτεία. Förnuft och kärlek och könens lika rättigheter är fundamentet och de enda gällande lagarna är enligt Zenon naturlagarna. Här formuleras för första gången ett utkast till en frihetlig utopi många århundraden innan vare sig liberalism eller socialism var påtänkta. Frasen: "an archos" (utan härskare) hittades vid flera tillfällen i arbetet Πολιτεία. Arbetet har inte överlevt tidens gång men har nämnts av flera stoiska filosofer. Anarkismens idéhistoriska grunder har av flera inflytelserika anarkister, som Noam Chomsky, Rudolf Rocker och Max Nettlau, angetts vara upplysningens idéer och den klassiska liberalismen. Nettlau talar om anarkismen som en del av den "liberala humaniseringsprocess" som inleddes under 1700-talet. Man tar dock starkt avstånd från dagens västerländska liberalism. Som politisk rörelse kom anarkismen att spela en viss politisk roll i Syd- och Östeuropa mellan 1850 och första världskriget. Under 1900-talets senare del är Spanien 1936-39 den viktigaste perioden, följd av det uppsving för anarkismens idéer som föddes ur majrevolten 1968. I dag är rörelsen både större och bredare.

Anarkistiska Internationalens (AI) bild av anarkismens relation till andra politiska riktningar

Anarkism är en bred rörelse med flera underliggande teorier. 
Trots sitt namn är inte anarki och anarkism samma sak som kaos. Istället är anarkister ofta inriktade på lokal direktdemokrati som även skall gälla över ekonomin.
Ordet "anarkism" härstammar från grekiskans an archos vilket betyder "utan härskare" Anarkism i politisk betydelse är således inte synonymt med kaos (anarki). Tvärtom menar anarkisterna att begreppet "anarki" och "anarkism" medvetet används av maktens män och kvinnor för att chikanera anarkismen, vilket skedde första gången under franska revolutionen 1789-1793, då högern kallade den ultraradikala gruppen Les Enragés för anarkister
Anarkister vänder sig emot etablissemanget och vill att samhället ska existera utan formella hierarkiska institutioner såsom staten och politiska partier. 
Anarkismen betraktar parlamentariskt arbete som oförmöget att åstadkomma ett klasslöst samhälle.
Införandet av direktdemokrati och självförvaltning genom federerade arbetarråd med när som helst återkallbara delegater ses som ett av målen för den sociala revolutionen; eller så kan detta ske genom kooperativa organisationer representerade av individerna.
Samhällssynen genomsyras av en längtan till det enkla och okomplicerade livet, vilket per automatik gör rörelsen motståndare till centralism, byråkrati, stordrift och tvångskollektivisering.
Anarkismen anses vara en del av den frihetliga socialismen tillsammans med syndikalismen.

## Historia

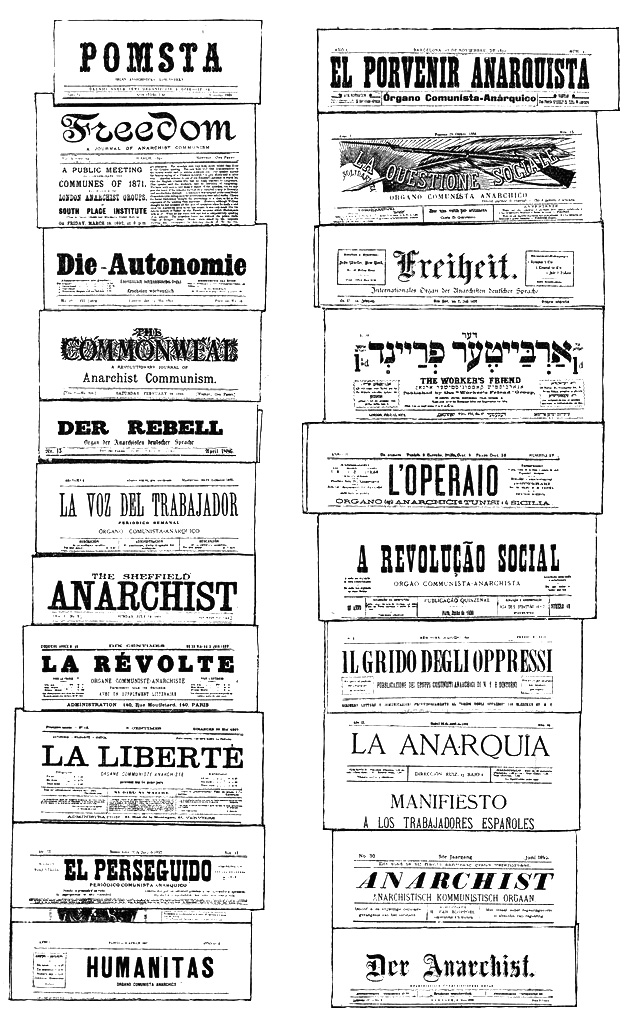
Anarkistiska tidningar 1892.

Anarkism som modern samhällsrörelse uppkom i och med den industriella revolutionen och den gryende arbetarrörelsens framväxt. Från att först ha varit ett filosofiskt system med (Godwin) under den samtida franska revolutionen, övergick anarkismen till att bli en praktisk rörelse under 1820-talet i USA (Warren). Något senare i Frankrike, teoretiseras anarkismen med Pierre Joseph Proudhons verk Vad är egendom? (1840) då den politiska ekonomin kritiserades. Efter att ha suttit i parlamentet en tid tog Proudhon avstånd från parlamentarismen, därur uppkom rörelsens motstånd mot parlamentarismen och partiverksamhet. Anarkister var delaktiga i skapandet av den första internationella arbetarrörelsen, första internationalen men uteslöts efter motsättningar mellan främst Marx och Bakunin;
Merparten av anarkisterna gick över till en planekonomisk inriktning efter att en av Prouhdons lärjungar, Joseph Déjacque, vänt sig emot marknadsekonomin i ett brev till Proudhon. Därefter, under 1880-talet utvecklades anarkokommunismen (Kropotkin). Under tidigt 1900-tal utvecklas den kristna anarkismen (Tolstoj) och den feministiska anarkismen (Goldman). Kulmen i den anarkistiska rörelsen före andra världskriget nåddes med Spanska inbördeskriget där anarkister lyckades genomföra en revolution.

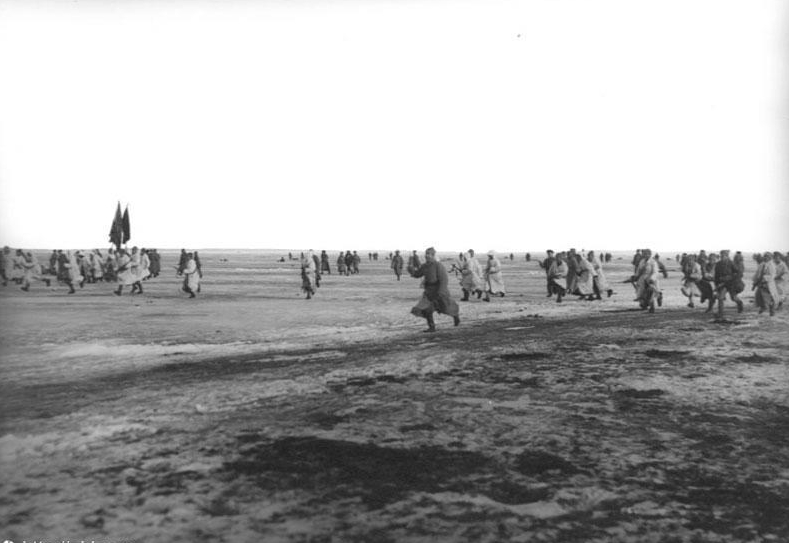
Ryska Röda Armén anfaller Kronstadt, 1921, efter en anarkistisk/rådssocialistisk resning.

Efter andra världskriget och med den nyupptäckta miljöproblematiken fick den anarkistiska rörelsen ny näring (Murray Bookchin). Misstron mot det moderna samhället och dess oförmåga att frigöra människan resulterade i uppkomsten av en ny gren under 1970-talen och 1980-talen (Grön anarkism). Ungdomskulturens utveckling under sena 1900-talet har i mycket anammat anarkistiska ideal i protesterna mot etablissemanget. 
Sedan slutet av 1960-talet har anarkismens intima sammankoppling med arbetarrörelsen förändrats i Sverige och delar av sociala rörelser som kvinnorörelsen, miljörörelsen och så vidare gjort anspråk på att dela den anarkistiska rörelsens mål, eller arbetat utifrån horisontella och deltagande metoder vilket har skapat ett brett användande av begreppet anarkism.
Under årtiondena närmast före första världskriget begicks ett antal attentat av anarkister. Mellan åren 1894 och 1901 dödades presidenten i Frankrike , kungen av Italien och Österrikes kejsarinna, något som felaktigt stämplat rörelsen som våldsromantisk.  Några händelser där anarkistiska idéer och handlingar spelat stor roll är Pariskommunen 1871, Haymarketmassakern 1886, Petrogradkommunen 1905, Machnoviternas sovjetrevolution i Ukraina 1918-19, fabriksockupationerna i Turin 1920, Kronstadtupproret 1921, Spanska inbördeskriget 1936-39 zapatisternas uppror i Chiapas 1994 och Rojava i norra Syrien från 2013. Andra uppror där anarkister förekommit men haft en mindre roll är den mexikanska revolutionen 1910, Tyska novemberrevolutionen 1918, Ungernrevolten 1956, majrevolten i Paris 1968 och nejlikerevolutionen i Portugal 1974 och revolutionen i Rojava 2013. Om Portugal,se: Britta Gröndahl: Herre i eget hus. Självförvaltning i Spanien och Portugal. Federativs 1983.

## Anarkismens huvudgrenar

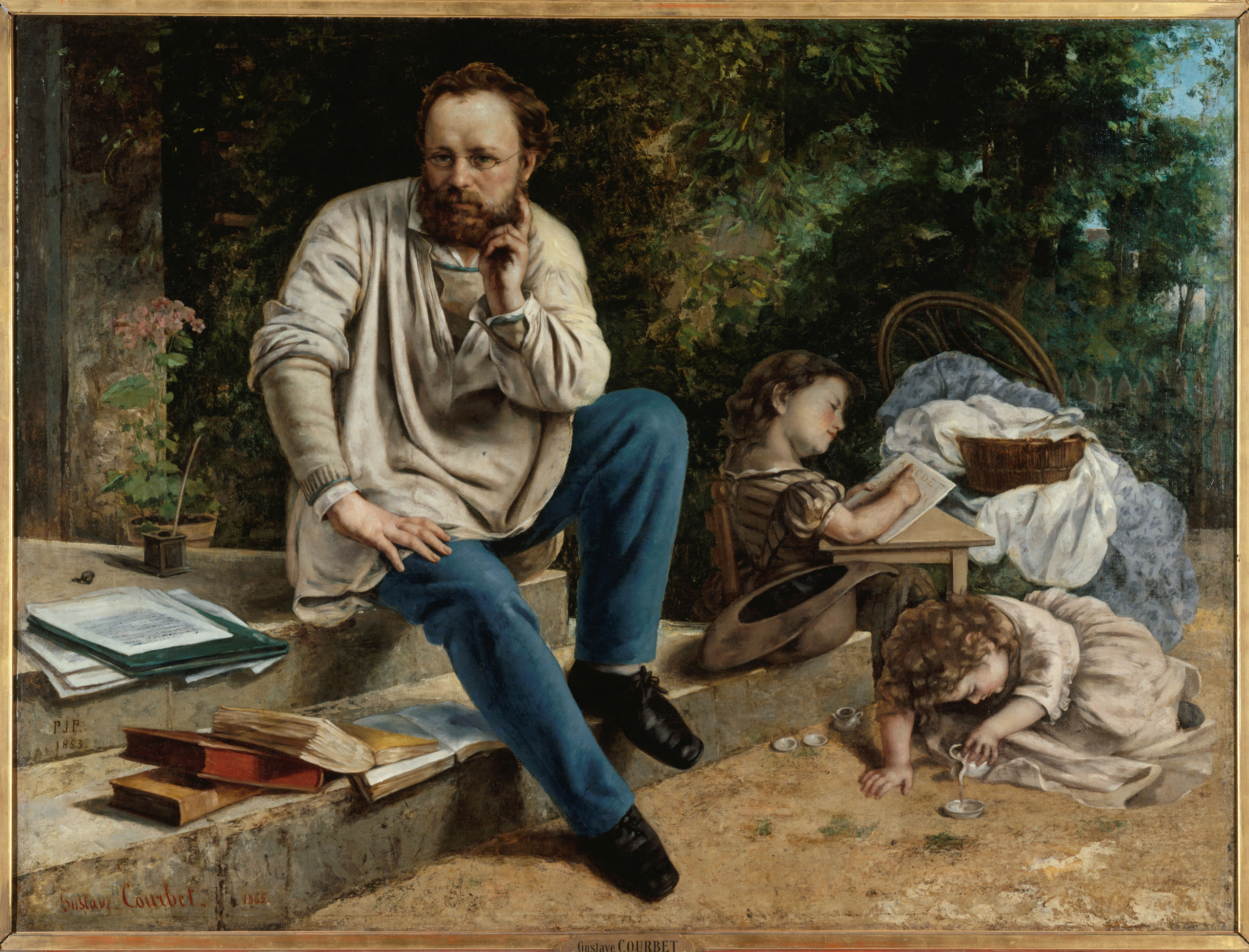
Pierre-Joseph Proudhon (1809-1865), här tillsammans med sina två döttrar på en målning av Gustave Courbet (1865)

### Individualanarkism
Individualanarkismen företräds av bland andra William Godwins, Max Stirners, Pierre-Joseph Proudhons, Josiah Warrens och den nutida Kevin A. Carsons teorier. Denna rörelse sätter alltid den fria individens rättigheter och förmåga före alla gruppers rättigheter, med betoning på faran för de kränkningar av individens rättigheter som obönhörligen uppstår när gruppen tillskrivs ett eget, högre värde. Proudhons och Warrens idéer om fri antikapitalistisk marknadsekonomi   utan profit, immateriell rätt och privilegier är en central tanke inom rörelsen. Individualanarkismen byggs därmed oftast på en mutualistisk marknadsekonomi, som enligt individualanarkister kontrasteras av sin motsats; kapitalismen. De flesta anser att skapandet av en alternativ social institution inom ekonomi, en så kallad kontraekonomi, är bästa sättet att förändra samhället, vilket är en form av gradualism.
Individualanarkister motsätter sig inte kollektiv samverkan men idealiserar inte kollektivet som organiserande bas. Man förordar spontan organisering för undvikandet av byråkrati och elitism.
Enligt individualanarkismen skall större samhällsdrift styras av frivilligt organiserade kooperativ, en idé som tillsammans med federalistiska tankar ligger till grund för både social- och individualanarkism.
Fackföreningsrörelse, civil olydnad, bojkott är andra verktyg mot makten. En del anser att självförsörjning i varierande grad och byteshandel är ett bättre alternativ än reguljär valutaekonomi. I sin kritik mot statlig överhöghet och lagar kan individualanarkismen sägas vara besläktad med libertariansk anarkism och anarkokapitalism.
På grund av sitt fokus på individen och individens val i olika situationer har individualanarkismen kritiserats för att huvudsakligen utgöra en livsstil, utan ansats till substantiell politisk förändring.

### Social anarkism

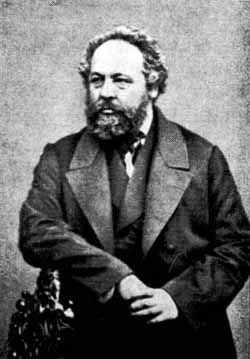
Mikhail Bakunin, 1814–1876

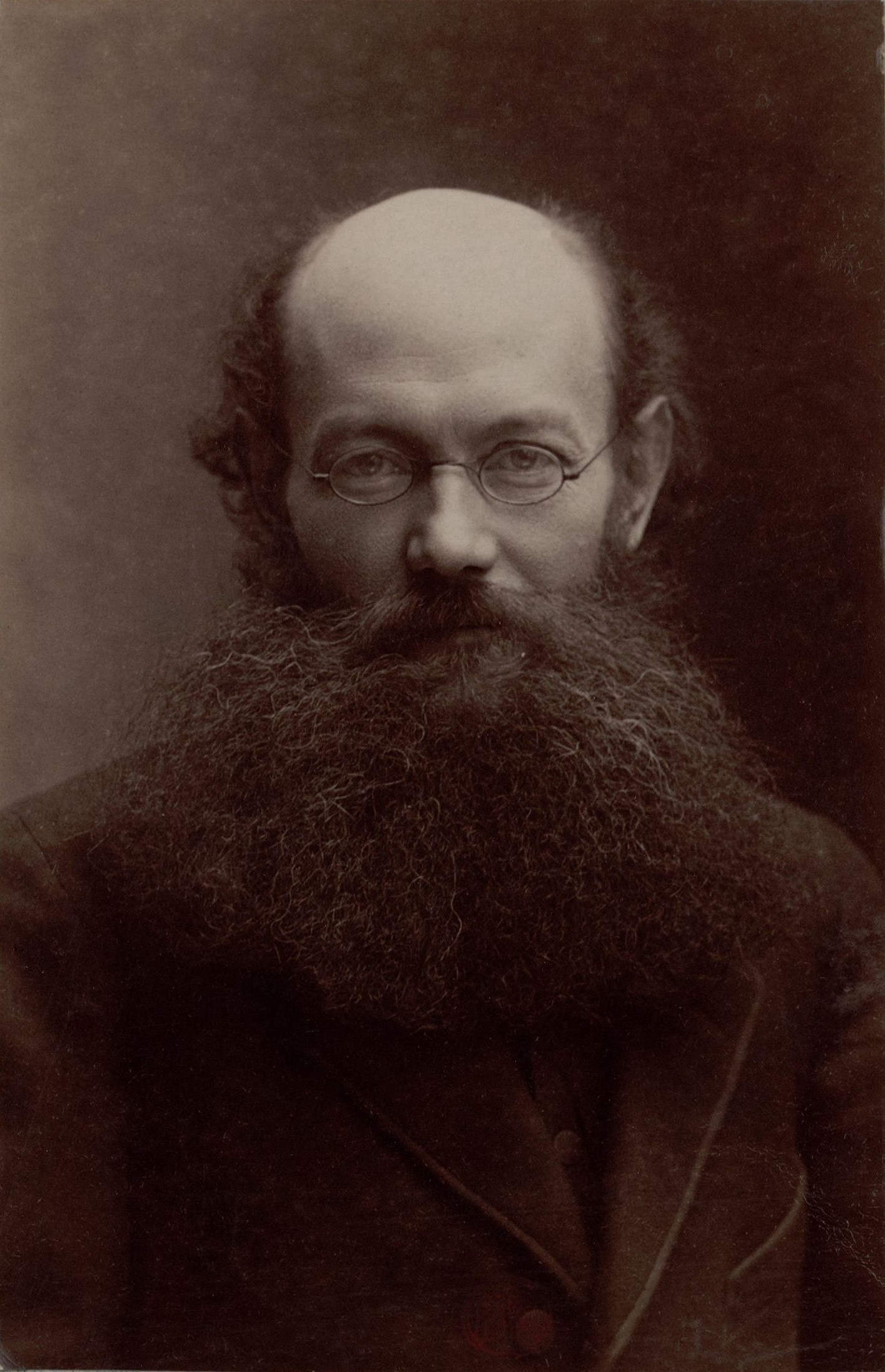
Pjotr Kropotkin, fotograferad av Félix Nadar.

Social anarkism, frihetlig socialism eller anarkokommunism företräds främst av Michail Bakunins och Pjotr Kropotkins arvtagare och är i huvudsak det som idag kallas frihetlig socialism. Dess anhängare tenderar att framhäva gruppgemenskap i form av direktdemokratiska lokalorganisationer. Den sociala anarkismen delas in i två huvudfåror. Michail Bakunin företräder så kallad kollektivistisk anarkism medan Pjotr Kropotkin företräder så kallad kommunistisk anarkism. Social anarkism har, precis som de andra huvudinriktningarna, Proudhon som anfader. Precis som sina föregångare, kritiserade Bakunin Marx för, vad han kallade, dennes centralistiska och auktoritära ideologi.  Vid den sociala revolutionen skall den kapitalistiska staten inte erövras utan avskaffas – genom en radikal decentralisering av beslutsrätten som sedan stannar kvar i de minsta enheterna genom utövandet av direktdemokrati. Bakunin bidrog, genom sin omfattande aktivism och smittande talekonst, till att anarkismen spreds över hela världen. Han gästade också Sverige år 1863-64. 
Under den senare delen av 1800-talet utvecklades en facklig variant av anarkismen, syndikalismen, vilken historiskt räknas till den anarkistiska rörelsen. Syndikalismen kan idag ses som en organiseringsform snarare än en ideologi och inom syndikalismen finns både anarkister och icke-anarkister. Största syndikalistiska organisation i Sverige idag är SAC, Sveriges Arbetares Centralorganisation som organiserar ungefär 5 500 personer.

### Anarkafeminism

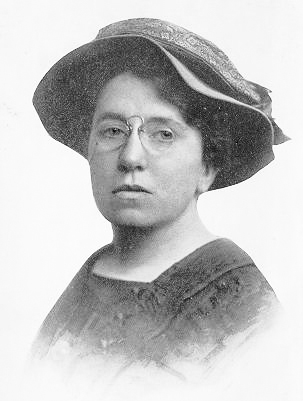
Emma Goldman, 1869-1940

Anarkafeminismen är en term som kom att skapas på 60-talet under den så kallade "andra vågens feminism". De flesta anarkafeminister ser patriarkatet som den största förtryckande kraften i samhället. Detta ger enligt anarkafeminister resultat i mannens överordning och kvinnans underordning. Då anarkafeminister är emot alla former av hierarkier i samhället så motsätter de sig också staten och kapitalismen. Under det spanska inbördeskriget fanns en anarkistisk feministgrupp (Mujeres Libres) som organiserade sig för att försvara de anarkistiska idéerna. Idag kallar sig många anarkister för feminister. Louise Michel (1830-1905), Emma Goldman (1869-1940) och Voltairine de Cleyre (1866-1912) är tidiga exempel på anarkafeminister. Se även: Mujeres Creando, Rote Zora.

### Grön anarkism

Den grön-svarta fanan symboliserar grön anarkism

Grön anarkism har sin grund i både social- och individualanarkism och till viss del i anarkafeminismen men är en vidareutveckling med rötter bland annat i djupekologin. Grön anarkism är en bred rörelse som brukar delas upp främst i de till socialanarkismen närstående teknologioptimistska eko-anarkismen/socialekologin, och den till individualanarkismen eventuellt mer närstående grönanarkismen som förespråkar grön anarki (utan ändelsen -ism) som ibland också kallas anarko-primitivism. 

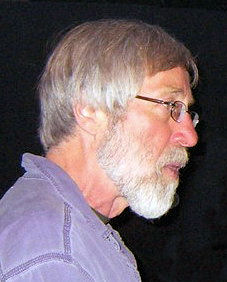
John Zerzan

De teknologioptimistiska gröna anarkisterna står den klassiska socialanarkismen närmare men har ibland vissa influenser från teknokratin. Gröna anarkister som är positiva till ny teknik anser att det gröna samhället endast kan uppnås genom en utveckling mot avancerad grön teknik och man lånar organisatoriska principer från bland andra Kropotkin. I denna grupp har Murray Bookchin en framskjuten roll som främsta ideolog. Hans ideologi socialekologi är egentligen inget annat än en grön variant av klassisk anarkokommunism med analyser från andra halvan av 1900-talet.Bookchin har varit en viktig inspirationskälla för PKK:s Abdullah Özcalan och den frihetliga samhällsbildningen i Rojava. 
De teknologikritiska gröna anarkisterna utmärker sig främst genom civilisationskritik mot industrisamhället, något som också förekommer i de ursprungliga anarkistiska riktningarna, speciellt inom Kropotkins polemik. Dock förekommer även våldsamma attentat, i maj 2012 sköts en kärnkraftingenjör i Genua av en grupp som kallar sig The Olga Cell.  Civilisationskritiken har dock hos de teknologikritiska i princip ersatt både kritik mot stat och klassamhälle, vilket skiljer ut dem gentemot de ursprungliga riktningarna. Man anser att det inte räcker (eller kanske ens är möjligt) att bara bekämpa specifika förtrycksformer såsom klassamhället, patriarkatet eller rasismen, eftersom dessa alla är produkter av civilisationen. Därför kan riktigt oberoende och jämlikhet endast uppnås utanför civilisationen. Teknologikritiken hämtar många av sina slutsatser från studier i antropologi av hur icke-civiliserade ursprungsfolk lever. Från den teknologikritiska gröna anarkismen har anarko-primitivismen utvecklats.
Till skillnad från föregångarna förkastar anarko-primitivisterna all typ av civilisation. John Zerzan och John Moore anses vara något av portalfigurer för anarko-primitivisterna. Anarko-primitivismen är på grund av sin kompromisslösa hållning gentemot alla former av institutionaliserad maktutövning kontroversiell även inom det frihetliga fältet.

Lev Tolstoj, porträtt av Ivan Kramskoj

### Anarkopacifism
Anarkopacifism, ibland icke-vålds-anarkism eller pacifistisk anarkism, är en form av anarkism som menar att alla former av våld, såväl statligt som revolutionärt, med nödvändighet måste förkastas. Icke-våld har varit en ständigt närvarande uppfattning inom den anarkistiska rörelsen. En av de tidiga, mest välkända förespråkarna för icke-våldsligt motstånd mot stat och kapital var den ryska författaren Lev Tolstoj. En av hans föregångare var den amerikanske författaren och filosofen Henry David Thoreau.

### Kristen anarkism
Kristen anarkism, ett begrepp som myntades 1894 i en recension av Lev Tolstojs bok Guds rike finns inom dig (1894), är tron på att Gud är den enda auktoritet som kristna är underställda och tvungna att lyda. Den kristna anarkismen står närmare anarkokommunismen än individualanarkismen och knyts till den pacifistiska traditionen genom tänkare som Henry David Thoreau, Lev Tolstoj, Dorothy Day och Jacques Ellul. Den är således närbesläktad med anarkopacifismen.

### Övrig anarkism
Plattformism, strömning inom socialanarkismen. Utvecklades av exil-ryska anarkister som författade "De frihetliga kommunisternas organisationsplattform" 1926. Plattformen reflekterar författarnas syn på varför anarkismen marginaliseras och formulerar en organisationspositiv anarkism i en frihetlig kommunistisk tradition. Plattformen refereras till som ett inspirerande dokument bland annat i nordamerikanska organisationer som Nothern Eastern Federation for Anarcho-communists och irländska Workers Solidarity Movement.

Den insurrektionella anarkismen är en strömning inom anarkiströrelsen som förespråkar en permanent motsättning och konflikt ("permanent konfliktualitet") med kapitalet och staten, och en politisk verksamhet som syftar till att skapa insurrektioner. Insurrektionella anarkister tenderar att ofta använda sig av direkt aktion och agitation som lätt kan kopieras för att uppmuntra till en mer generell revolt. Anledningen till detta beteende varierar ofta bland anarkister. Många söker avsluta kapitalismen medan andra motsätter sig civilisationen (se primitivism).

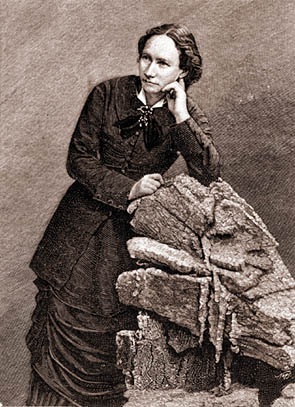
Louise Michel

Rådskommunismen (Anton Pannekoek, Herman Gorter och Paul Mattick) och den autonoma marxismen (Cornelius Castoriadis, Mario Tronti, Martin Glaberman och Antonio Negri) har mottagit inflytande från både marxism och anarkism. Dessa rörelser befinner sig teoretiskt sett utanför den anarkistiska traditionen då man i huvudsak arbetar utifrån andra principer än de anarkistiska. De har dock i praktiken mycket gemensamt med den frihetliga socialismen. Situationisterna (Guy Debord, Raoul Vaneigem med flera), en annan marxistisk grupp, måste dock betraktas ur ett annat perspektiv. De kom från en konstnärlig rörelse, Situationistiska Internationalen.  Föga förvånansvärt är också situationisternas kritik av det moderna samhället långt radikalare än de gamla rådskommunisternas och de autonoma marxisternas.

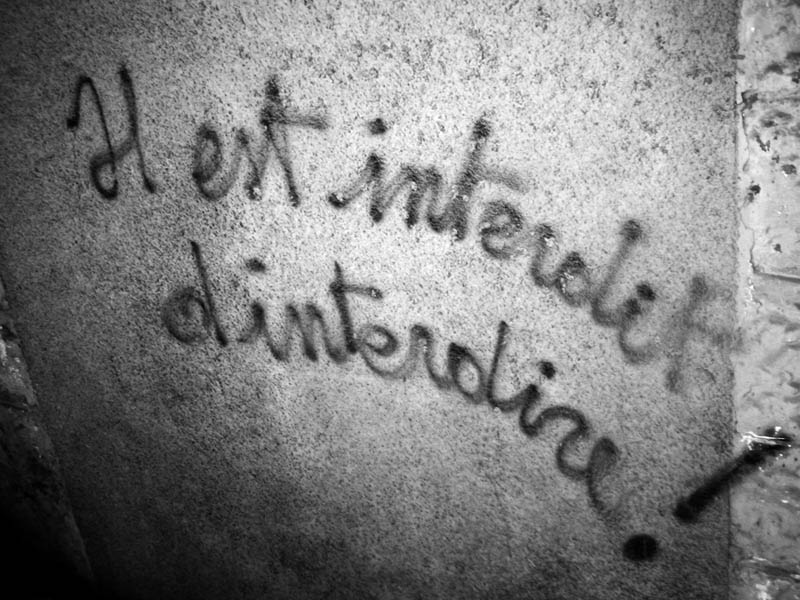
"Förbjudet att förbjuda!"

Anarkokapitalister är enligt An Anarchiist FAQ inte anarkister annat än till namnet utan i praktiken nyliberaler.

## Symboler
Såsom inom de flesta politiska rörelser har den anarkistiska rörelsen olika symboler. De mest kända är den svarta respektive den rödsvarta fanan och det omringade A:et.

### Det omringade A:et

Det omringade A:et, en känd anarkistsymbol.

Den kanske mest kända symbol som associeras med anarkismen är det så kallade "omringade A:et" (se ovan). Symbolen härstammar från Proudhons maxim "anarki är ordning" (A för anarki, inskrivet i O för ordning) och förekom redan under det spanska inbördeskriget på 1930-talet och på 1950-talet som den franska organisationen Alliance Ouvrière Anarchistes symbol. Organisationen Jeunesses Libertaires (frihetlig ungdom) i Frankrike har ibland ansetts som symbolens uppfinnare då de 1964 började använda den i sin bulletin. Symbolen populariserades i Storbritannien på 1970- och 1980-talen av Crass, i samband med punkrörelsen. Idag används den ofta på flaggor av anarkokommunister som inte vill bli förväxlade med syndikalister, då oftast i rött eller vitt på svart bakgrund. Svart på röd bakgrund förekommer dock ibland.
På senare tid har "Atheist-A:et" som är snarlikt det populära "Anarkist-A:et" tyvärr spridits på webben av organisationen Atheist Alliance. Symbolerna kan lätt förväxlas mot varandra, möjligen med avsikt, och utgör därför ett oönskat varumärkesintrång.

### Den svarta fanan och den rödsvarta fanan

Den svarta fanan

Anarkismens svarta fana var från början en sorgefana. I en demonstration som hyllade de stupade kommunardernas minne och som gav sig ut i Paris 1883 för att expropriera bagerier, upptäckte man att en fana skulle behövas. Det berättas då att f. kommunarden Louise Michel tog av sin svarta sidenunderkjol och hängde den på ett kvastskaft – och så hade anarkismen fått sin egen flagga. I Spanien 1936 manifesterade anarkisterna i FAI och syndikalisterna i CNT sitt samarbete genom en fana som delades diagonalt i ett svart fält för FAI och ett rött fält för CNT. Bägge dessa fanor används än i dag.

## Anarkism i världen

EZLN:s flagga.

- IWW Industrial Workers of the World (syndikalistisk fackförening, USA)
- Crimethinc ex-workers collective
- CNT Confederación Nacional del Trabajo, Spansk syndikalistisk fackförening
- Class War Federation (UK)
- Spanska revolutionen
- Voluntary Cooperation Movement är ett mutualistiskt nätverk verkande i Storbritannien, Kanada och Argentina för individer som vill verka kooperativt.
- Fria Territoriet
- EZLN Zapatistarmén för nationell befrielse
- Anarkismen i Rojava

### Anarkismen i Sverige
I Sverige har anarkismen i vissa sammanhang varit en inflytelserik rörelse, och den anarkistiska tidningen Brand har utkommit med varierande innehåll i mer än hundra år.

Den viktigaste anarkistinfluerade organisationen är den syndikalistiska fackföreningen SAC, som räknar sitt ursprung till ungsocialisterna, vilka en gång rymdes inom det ursprungliga socialdemokratiska ungdomsförbundet. Ungsocialisterna bröt sig dock loss ur socialdemokraterna 1908 efter interna stridigheter. 1910, efter storstrejken stod till största delen skåneavdelningen inom ungsocialisterna (Lunda-kommittén med Gustav Sjöström) bakom bildandet av ett syndikalistiskt fackförbund, SAC. SAC har de senaste åren genomgått en facklig reorganisering och radikalisering. Tidningen heter Arbetaren och förlaget Federativs. Trubaduren och IWW:aren Joe Hills föräldrahem i gamla Gefle är nu både museum och SAC:s industrisekretariat i Gävle, och kallas Joe Hill-gården.

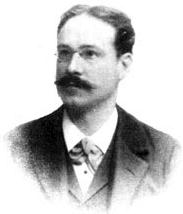
Ungsocialisten Hinke Bergegren 1891

Syndikalistiska Ungdomsförbundet, SUF, har anor från 1930-talet och är sedan 1993 en viktig aktör i den moderna anarkiströrelsen. Nutidens SUF skiljer sig avsevärt från 30-talets. SUF och SAC samarbetar men SUF är fristående och alltså inte fackföreningen SAC:s ungdomsförbund vilket ofta misstolkats. Nämnas bör att under 1960-talet fyllde Syndikalistiska Grupprörelsen tomrummet efter SUF med utgåvor av bland annat tidskriften "Zenit" och översättningar av till exempel situationistiskt material. Under sextiotalets slut uppstod många nya grupper, som Provie (efter mönster från holländska Provorörelsen) och lokala anarkistgrupper med tillhörande Fri Press.

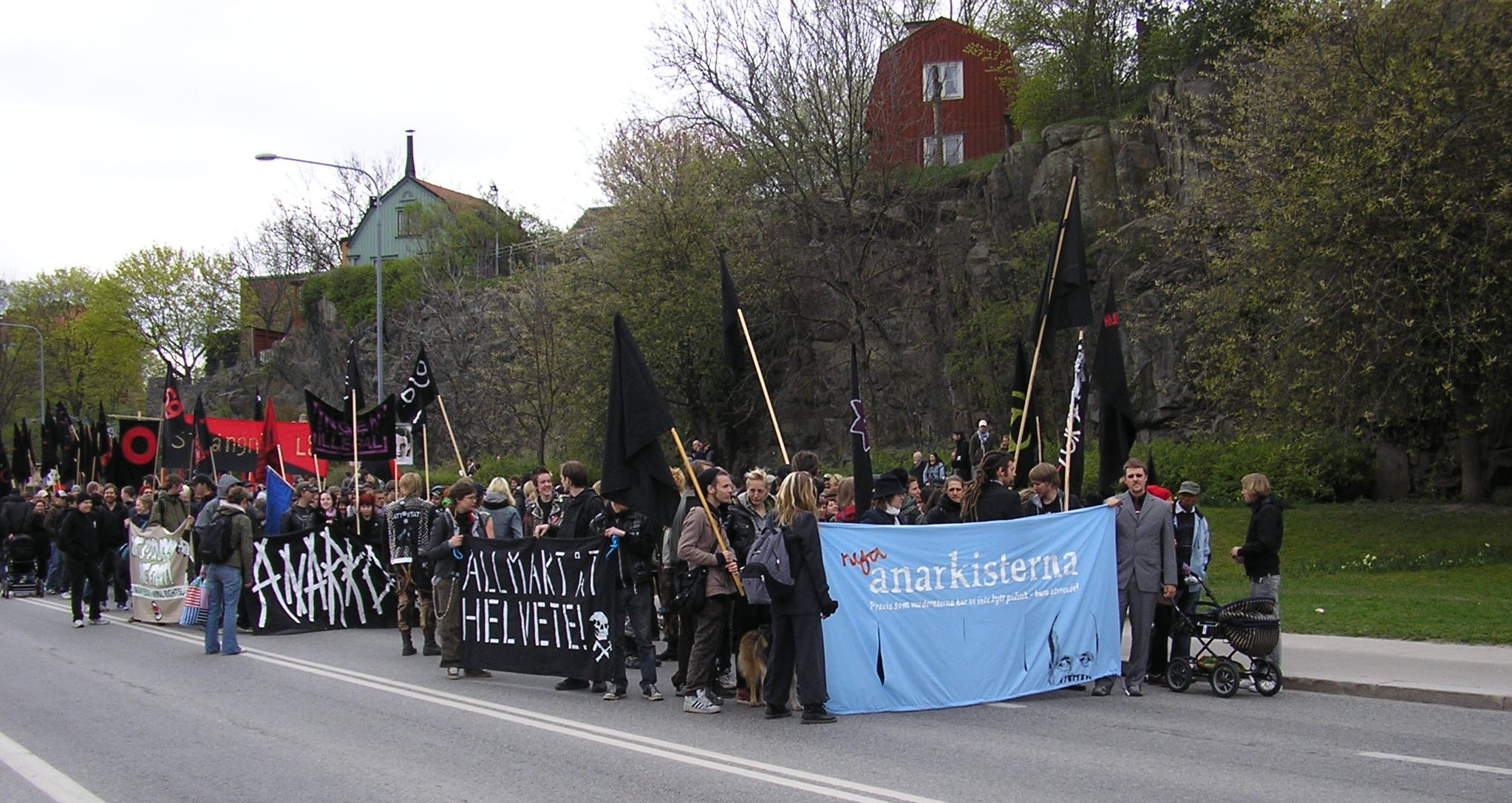
Anarkister demonstrerar i Stockholm 2007

Husockupation blev under flera decennier något av en frihetlig kampform och Punk-rörelsen hade anarkistiska tendenser även i Sverige. Ytterligare en organisation som bör nämnas är fångkampsgruppen Anarkistiska Svarta Hammaren (Anarchist Black Cross - Sweden). Det antirasistiska arbetet kom som en reaktion på det nynazistiska uppsvinget under tidigt 1990-tal. Under inledningen av 2000-talet har de svenska anarkisterna exempelvis utmärkt sig via aktioner genom Antifascistisk Aktion (AFA). AFA anser sig själva inte vara någon anarkistisk organisation, utan är baserade på en bred plattform som täcker in många strömningar. Man har också jobbat på att använda internet vilket nätzinet anarkism.info är exempel på. Många grupper och organisationer kan sägas bedriva anarkistisk kamp utan att de för den skull själva kallar sig anarkister, exempelvis Ingen Människa Är Illegal, svenska RTS - Reclaim the Streets eller självorganiseringskampanjen Osynliga Partiet samt Förbundet allt åt alla (AåA).
Den äldre svenska rörelsens förmodligen viktigaste förgrundsfigurer var Hinke Bergegren  och Albert Jensen, den förre främst agitator, den senare ideologisk förnyare av betydelse, båda tidvis redaktörer för den anarkistiska tidningen Brand. Bland andra kända frihetliga socialister kan författarna Eyvind Johnson, Stig Dagerman, Moa Martinson och Folke Fridell nämnas, liksom Spanien-veteranen Nisse Lätt och 68-aktivisten Klas Hellborg. Bland böcker på svenska om anarkismen kan nämnas Anarkismens Återkomst av Staffan Jacobson (2006), Anarkisterna i klasskampen av Bengt Ericson och Ingemar Johansson (1969), Anarkismen - från lära till handling av Daniel Guérin (1964) samt Anarkismen av George Woodcock (1962).